# Senior (církev)
Senior je v některých protestantských církvích titul vyššího duchovního představitele, zpravidla je jím volený představitel seniorátu, čili oblastní správní jednotky, která zahrnuje několik farních sborů.

## Českobratrská církev evangelická
Senior je spolu se seniorátním kurátorem statutárním zástupcem seniorátu a společně předsedají čtyř nebo šestičlennému seniorátnímu výboru. Jsou voleni konventem. Senior je zvolen z farářů seniorátu a i po převzetí úřadu seniora zůstává ve svém farním sboru. Seniorátní kurátor je laik, čili člen církve obvykle bez teologického vzdělání. Zástupci seniora v seniorátním výboru (opět faráři některého ze sborů seniorátu) se označují jako náměstek seniora neboli konsenior.
Nejvyššími představiteli celé církve jsou obdobně synodní senior a synodní kurátor.
Krátce po vzniku Českobratrské církve evangelické v roce 1918 se jako senior označovala funkce dnešního synodního seniora (zastával ji Josef Souček), představitelé seniorátů se nazývali konsenioři.

## Ostatní církve v ČR
Úřad seniora je zřízen ve Slezské církvi evang. a. v.; do roku 1937 byl titul seniora vyhrazen duchovnímu představiteli celé církve; od roku 1950 je obdobný úpravě platné pro ČCE. V Apoštolské církvi stojí senior v čele oblasti; v Církvi bratrské v čele seniorátu. Titul seniora nesou představitelé Církve Křesťanská společenství a Církve Slovo života. 